# دراسات إثنية
تُعرّف الدراسات الإثنية أو الدراسات العرقية في الولايات المتحدة بأنها دراسة متعددة الاختصاصات للاختلافات التي تشمل أساسًا العِرق والأمّة، وأيضًا الجنس والجندر (النوع الاجتماعي) وغيرها من العلامات، بالإضافة إلى السلطة -مثلما عبرت عنها الدولة- والمجتمع المدني، والأفراد. على عكس الدراسات الدولية التي أُنشئت في بادئ الأمر للتركيز على العلاقات بين الولايات المتحدة ودول العالم الثالث، أُنشئت الدراسات الإثنية من أجل تحدي المناهج الدراسية الموجودة بالفعل والتركيز على تاريخ الأشخاص من مختلف الأقليات الإثنية في الولايات المتحدة. الدراسات الإثنية هي مجال أكاديمي يمتد إلى العلوم الإنسانية والاجتماعية. ظهرت حقلًا أكاديميًا في النصف الثاني من القرن العشرين وجزئيًا كاستجابة لاتهامات العلوم الاجتماعية التقليدية والعلوم الإنسانية كالأنثروبولوجيا بالإضافة إلى التاريخ والأدب وعلم الاجتماع والعلوم السياسية والدراسات الثقافية ودراسات المناطق أنها قد صُورت بمنظور مركزي أوروبي. يأتي أصل الدراسات الإثنية قبل عصر الحقوق المدنية، أي في وقت مبكر من القرن العشرين. خلال ذلك الوقت، أعرب المعلم والمؤرخ وليام إدوارد بورغاردت دو بويز عن الحاجة إلى تدريس تاريخ السود. ومع ذلك، عُرفت الدراسات الإثنية على نطاق واسع على أنها مسألة ثانوية ظهرت بعد حقبة الحقوق المدنية. قُررت الدراسات الإثنية في الأصل من أجل إعادة صياغة الطريقة التي أخبرت بها تخصصات معينة القصص والتاريخ والنضالات وانتصارات الأشخاص الملونين على ما كان يُنظر إليه على أنه شروطهم الخاصة. في السنوات الأخيرة، وسعت تركيزها لتشمل أسئلة التمثيل، والتمييز العنصري، ونظرية التكوين العنصري، ومواضيع ومناهج متعددة التخصصات أكثر تحديدًا.

## التاريخ
تطور مجال الدراسات الإثنية في الولايات المتحدة من حركة الحقوق المدنية خلال الستينيات وأوائل السبعينيات، ما ساهم في زيادة الوعي الذاتي والتجذر لدى الأشخاص أصحاب البشرة الملونة كالأمريكيين من أصل أفريقي والأمريكيين الآسيويين والأمريكيين اللاتينيين والهنود الحمر مثلًا. أُنشئت أقسام الدراسات الإثنية في الجامعات في جميع أنحاء البلاد ونمت لتشمل الدراسات الأمريكية الأفريقية والدراسات الآسيوية الأمريكية ودراسات الرازا (المجتمع) ودراسات الشيكانو والدراسات الأمريكية المكسيكية والدراسات الأمريكية الأصلية والدراسات اليهودية والدراسات العربية.
وقعت الضربة الأولى التي طالبت بإنشاء قسم للدراسات الإثنية في عام 1968، بقيادة جبهة تحرير العالم الثالث (تي دبليو إل إف)، وهو جهد مشترك من اتحاد الطلاب السود ومنظمة طلاب أمريكا اللاتينية والتحالف السياسي الأمريكي الآسيوي، واتحاد الطلاب الأمريكيين الأصليين في جامعة ولاية سان فرانسيسكو. كان هذا أطول إضراب طلابي في تاريخ الدولة وقد أسفر عن إنشاء مدرسة للدراسات الإثنية . أنهى الرئيس سي هاياكاوا الإضراب بعد اتباع نهج متشدد بعد تعيين الدكتور جيمس هيراباياشي أول عميد لكلية الدراسات الإثنية في جامعة ولاية سان فرانسيسكو، وزيادة توظيف الطلاب الملونين وقبولهم في استجابة لمطالب الإضراب. في عام 1972، تأسست الرابطة الوطنية للدراسات الإثنية من أجل تعزيز المناقشات متعددة التخصصات للباحثين والناشطين المهتمين بالأبعاد الوطنية والدولية للإثنية التي تشجع المحادثات المتعلقة بعلم الإنسان والدراسات الأفريقية والدراسات الأصلية وعلم الاجتماع والدراسات الأمريكية من بين مجالات أخرى.
اتحد طلاب الأقليات في جامعة كاليفورنيا في بيركلي تحت جبهة تحرير العالم الثالث الخاصة بهم (تي دبليو إل إف)، بدؤؤا ثاني أطول إضراب طلابي في تاريخ الولايات المتحدة في 22 يناير 1969. كانت المجموعات المعنية عبارة عن اتحاد الطلاب الأمريكيين المكسيكيين، والتحالف السياسي الأمريكي آسيوي، واتحاد الطلاب الأمريكيين الأفارقة، ومجموعة الأمريكيين الأصليين. الرؤساء المشاركون لـ «تي دبليو إل إف» هم يسيدرو ماسياس وريتشارد أوكي وتشارلي براون ولا نادا مينز.
كان هذا الإضراب في بيركلي أكثر عنفًا من إضراب ولاية سان فرانسيسكو، إذ إن أكثر من خمسة أقسام للشرطة، بالإضافة إلى دورية الطرق السريعة في كاليفورنيا، ونواب مقاطعة ألاميدا ثم في نهاية الأمر، أمر رونالد ريغان الحرس الوطني في كاليفورنيا الدخول إلى حرم بيركلي من أجل قمع الإضراب. استُشهد بالاستخدام المفرط لقوة الشرطة في الترويج للإضراب من خلال عزل الطلاب غير المدربين وأعضاء هيئة التدريس الذين احتجوا على استمرار وجود الشرطة في حرم بيركلي. صوتت نقابة أعضاء هيئة التدريس للانضمام إلى الإضراب في 2 مارس، وبعد ذلك بيومين طالب مجلس الشيوخ الأكاديمي الإدارة بمنح قسم مؤقت للدراسات الإثنية. في 7 مارس 1969، أذن الرئيس هيتش بإنشاء أول قسم للدراسات الإثنية في البلاد، تلاه إنشاء أول كلية للدراسات الإثنية في البلاد في جامعة ولاية سان فرانسيسكو في 20 مارس 1969.
تتناول دورات الدراسات الإثنية التعليمية التصورات القائلة بأن المؤرخين الأمريكيين قد تجاهلوا بشكل منهجي -أو قللوا من- أدوار الأقليات الإثنية كالأمريكيين الآسيويين وأصحاب البشرة السمراء والمكسيكيين واللاتينيين والأمريكيين الأصليين بسبب التحيز المتمركز حول أوروبا والتحيز العرقي والإثني لمن هم في السلطة. غالبًا ما تشمل الدراسات الإثنية أيضًا قضايا تقاطع أشكال التمييز، إذ يجري أيضًا استخدام الجنس والطبقة والجندر. يوجد الآن المئات من أقسام الدراسات الأفريقية الأمريكية، والآسيوية الأمريكية، والمكسيكية الأمريكية، والشيكانو/اللاتينية في الولايات المتحدة، وما يقرب من خمسين قسمًا لدراسات الأمريكيين الأصليين، وعددًا صغيرًا من برامج الدراسات الإثنية المقارنة. يواصل طلاب الكليات، خاصة في الساحل الشرقي الدفاع عن أقسام الدراسات الإثنية. ائتلاف الدراسات الإثنية في كلية ويليسلي، فرقة العمل لدراسات آسيا والمحيط الهادئ الأمريكية في جامعة هارفارد، و(سي آر إيه إيه إس إتش) في كلية هنت ر هي من بين المنظمات الطلابية الداعية إلى زيادة الدعم المؤسساتي للدراسات الإثنية. تختلف الدراسات الإثنية بصفته نظام مؤسسي حسب الموقع. على سبيل المثال: في حين أن قسم الدراسات الإثنية في جامعة كاليفورنيا في بيركلي يتألف من أقسام «مجموعات أساسية» منفصلة، فإن قسم جامعة كاليفورنيا في سان دييغو لا يفعل ذلك.
في مايو 2016، وقع إضراب آخر عن الطعام في جامعة ولاية سان فرانسيسكو. كان قد بدأه حسان بيل، وجوليا ريتزلاف، وساتشيل روزين، وأكيل ميستيغر، وجميع الطلاب في الجامعة في محاولة من أجل الدفاع عن كلية الدراسات الإثنية وتحسينها. استمروا في الإضراب لمدة 10 أيام وحصل إضرابهم على الاهتمام الوطني الذي ساعد في إنهاء الإضراب بتسوية موقعة من ليزلي وونغ رئيسة الجامعة. تضمنت التسوية تخصيص مبلغ 250,000 دولار لقسم الدراسات الإثنية.